# Classe ATC C05
La classe ATC C05, dénommée « Vasoprotecteurs », est un sous-groupe thérapeutique de la classification anatomique, thérapeutique et chimique, développée par l'OMS pour classer les médicaments et autres produits médicaux. La classe ATC vétérinaire correspondante dans la classification ATCvet est QC05. Le sous-groupe présenté ici est celui établi par l'OMS, et peut donc différer des versions dérivées utilisées dans certains pays. Il fait partie du groupe anatomique C de la classification, intitulé « Système cardio-vasculaire ».

## C05A Traitement deshémorroïdeset desfissures analespour usage topique

### C05AACorticostéroïdes
C05AA01 Hydrocortisone
C05AA04 Prednisolone
C05AA05 Bétaméthasone
C05AA06 Fluorométholone
C05AA08 Fluocortolone
C05AA09 Dexaméthasone
C05AA10 acétoniure de fluocinolone
C05AA11 Fluocinonide
C05AA12 Triamcinolone

### C05ADAnesthésiques locaux
C05AD01 Lidocaïne
C05AD02 Tétracaïne
C05AD03 Benzocaïne
C05AD04 Cinchocaïne
C05AD05 Procaïne
C05AD06 Oxétacaïne
C05AD07 Pramocaïne

### C05AEMyorelaxants
C05AE01 Trinitrate de glycéryle
C05AE02 Dinitrate d'isosorbide
C05AE03 Diltiazem

### C05AX Autres traitements des hémorroïdes et des fissures anales pour usage topique
C05AX01 Aluminium préparations
C05AX02 Bismuth préparations, associations
C05AX03 Autres préparations, associations
C05AX04 Zinc préparations
C05AX05 Tribénoside

## C05B Traitement antivarices

### C05BAHéparinesouhéparinoïdespour usage topique
C05BA01 Organo-heparinoïde
C05BA02 Apolate de sodium
C05BA03 Héparine
C05BA04 Polysulfate de pentosane
C05BA51 Héparinoïde, associations
C05BA53 Héparine, associations

### C05BB Agents sclérosants pour injection locale
C05BB01 Oléate de monoéthanolamine
C05BB02 Polidocanol
C05BB03 Sucre inversé
C05BB04 Tétradécylsulfate de sodium
C05BB05 Phénol
C05BB56 Glucose, associations

### C05BX Autres agents sclérosants
C05BX01 Dobésilate de calcium
C05BX51 Dobésilate de calcium, associations

## C05C Stabilisateurs de capillaires

### C05CABioflavonoïdes
C05CA01 Rutoside
C05CA02 Monoxérutine
C05CA03 Diosmine
C05CA04 Troxérutine
C05CA05 Hidrosmine
C05CA51 Rutoside, associations
C05CA53 Diosmine, associations
C05CA54 Troxérutine, associations

### C05CX Autres stabilisateurs de capillaires
C05CX01 Tribénoside
C05CX02 Naftazone
C05CX03 Hippocastani semen